# Listă de dramaturgi sloveni
Aceasta este o listă de dramaturgi sloveni în ordine alfabetică:

## A
- Jože Abram (1875–1938)
- Jakob Alešovec (1842–1901)
- Miha Alujevič (1975–)
- Rok Andres (1989–)
- Andrej Anžič (1620–?)
- Mihael Arh (~1676–pred 1732)
- Andrej Arko (1947–)
- Ivan Artač (1921–2005)

## B
- Jožef Anton Babnik (~1798/1802–1873)
- Vladimir Bartol (1903–1967)
- Milena Batič (1930–2015) ?
- Balbina Battelino Baranovič (1921–2015)
- Filibert Benedetič (1935–2005)
- Ivo Benkovič (1875–1943)
- France Bevk (1890–1970)
- Martina Bidovec (-Petančič) (1907–?)
- Janez Bilc (1839–1906)
- Jan Dominik Bogataj
- Matej Bor (1913–1993)
- Furio Bordon (1943–)
- Ignacij Borštnik (1858–1919)
- Peter Božič (1932–2009)
- France Brenk (1912–1990)
- Kristina Brenk (1911–2009)
- Marjan Brezovar (1933–2009)
- Matjaž Briški (1973–)
- Ivo Brnčić (1912–1943)
- Anton Brumen (1857–1930)
- Natalija Brumen (1974–)

## C
- Stanko Cajnkar (1900–1977)
- Ivan Cankar (1876–1918)
- Evgen Car (1944–)
- Anton Cerar - Danilo (1858–1947)
- Angelo Cerkvenik (1894–1981)
- Uršula Cetinski (1966–)
- Alojz Cijak (Lojze Cjak) (1903–1988)
- Magdalena Cundrič (1946–)
- Valentin Cundrič (1938–)
- Vinko Cuderman (1933–2011)
- Antonija (Tončka) Curk (1906–1996)

### Č
- Andrej Čebokli (1893–1923)
- Darka Čeh (1949–)
- Frank Česen (1890–1983)
- Ivo Česnik (1885–1951)
- Tone Čufar (1905–1942)
- Marij Čuk (1952–)
- Gregor Čušin (1970–)

## D
- Jože Debevec (1867–1938)
- Milan Dekleva (1946–)
- Ferdo Delak (1905–1968)
- Žiga Divjak
- Janez O. Dobeic (1914–2001)
- Ivan Dobnik (1960–)
- Rudolf Dobovišek (1891–1961)
- Metod Dolenc (1875–1941)
- Tamara Doneva (1967–2014)
- Krištof Dovjak (1967–)
- Josip Drobnič (1812–1861)
- Sonja Dular

## E
- Romana Ercegović (1972–)

## F
- Emil Filipčič (1951–)
- France Filipič (1919–2009)
- Fran Saleški Finžgar (1871–1962)
- Srečko Fišer (1953–)
- Evald Flisar (1945–)
- Gregor Fon
- Franjo Frančič (1958–)
- Ervin Fritz (1940–)
- Jože Ftičar (1930–2017)
- Anton Funtek (1862–1932)

## G
- Maja Gal Štromar (1969–)
- Engelbert Gangl (1873–1950)
- Nejc Gazvoda (1985–)
- Tone Glavan (1920–1992)
- Goran Gluvić (1957–)
- Jure Godler (1984–)
- Cvetko Golar (1879–1965)
- Pavel Golia (1887–1959)
- Janko Golias (1894–1989)
- Alenka Goljevšček Kermauner (1933–2017)
- Rudolf Golouh (1887–1982)
- Borut Gombač (1962–)
- Fran Govekar (1871–1949)
- Boris Grabnar (1921–2003)
- Fedor Gradišnik (1890–1972)
- Ivo Grahor (1902–1944)
- Igor Grdina (1965–)
- Marica Gregorič-Stepančič (1874–1954)
- Mar(ij)a Grošelj (1881–1960)
- Slavko Grum (1901–1949)
- Herbert Grün (1925–1961)

## H
- Simona Hamer (1984–)
- Andrej Hieng (1925–2000)
- Zoran Hočevar (1944–)
- Tibor Hrs Pandur (1985–)
- Varja Hrvatin
- Zoran Hudales (1907–1982)
- Anita Hudl (1946–2012)

## I
- Theodor Illek (1984–)
- Anton Ingolič (1907–1992)
- Jera Ivanc (1975–)

## J
- Janez Jalen (1891–1966)
- Drago Jančar (1948–)
- Andrej Jelačin (1932–)
- Miran Jarc (1900–1942)
- Jože Javoršek (1920–1990)
- Milan Jesih (1950–)
- Dušan Jovanović (1939–2020)
- Josip Jurčič (1844–1881)

## K
- Uroš Kalčič (1951–2020)
- Štefan Kališnik (1929–2004)
- Ludvik Kaluža (1944–)
- Ignac Kamenik (1926–2002)
- Jure Karas
- Jane Kavčič (1923–2007)
- Vladimir Kavčič (1932–2014)
- Juro Kislinger (1931–1999)
- France Klinar (1896–1945)
- Matjaž Kmecl (1934–)
- Marija Kmet (1891–1974)
- Fran Josip Knaflič (1879–1949)
- Mirel Knez (1972–)
- Boris Kobal (1955–)
- Matjaž Kocbek (1946–2013)
- Vladimir Kocjančič (1944–2010)
- Stanko Kociper (1917–1998)
- Zdenko Kodrič (1949–)
- Marjan Kolar (1933–2017)
- Jana Kolarič (1954–)
- Manica Koman (1880–1961)
- Mirt Komel (1980–)
- Kim Komljanec
- Josip Korban (1883–1966)
- France Kosmač (1922–1974)
- Miroslav Košuta (1936–)
- Matilda Košutnik (1899–1972)
- Ferdo Kozak (1894–1957)
- Primož Kozak (1929–1981)
- Željko Kozinc (1939–)
- Lojz Kraigher (1877–1959)
- Tomaž Kralj (1951–2000)
- Jože Kranjc (1904–1966)
- Bratko Kreft (1905–1996)
- Marko Kremžar (1928–)
- Etbin Kristan (1867–1953)
- Rade Krstić (1960–2018)
- Gordana Kunaver (1947–1992)
- Mirko Kunčič (1899–1984)
- France Kunstelj (1914–1945)
- Niko Kuret (1906–1995)
- Uroš Kuzman?(1984–)
- Zofka Kveder (1878–1926)

## L
- Ivan Lah (1881–1938)
- Klemen Lah (1974–)
- Feri Lainšček (1959–)
- Štefan Lapajne (1855–1912)
- Tomaž Lapajne (1971–)
- Mihael Lendovšek (1844–1922)
- Anton Leskovec (1891–1930)
- Gojmir Lešnjak (1959–)
- Anton Levec (1852–1936)
- Fran Levstik (1831–1887)
- Igor Likar (1953–)
- Anton Tomaž Linhart (1756–1795)
- Fran Lipah (1892–1952)
- Viktor Lipež (1835–1902)
- Florjan Lipuš (1937–)
- Matija Logar (1949–)
- Danilo Lokar (1892–1989)
- Joža Lovrenčič (1921–1992)
- Iztok Lovrić (1967–)
- Mitja Lovše (1986?)
- Jožko Lukeš (1920–1993)
- Pavel Lužan (1946–)

## M
- Mirko Mahnič (1919–2018)
- Stanko Majcen (1888–1970)
- Miha Marek (1984–)
- Marjan Marinc (1921–1990)
- Katja Markič
- Aleksandar Marodić (1920–1996)
- Bojan Martinec (1954–)
- Edvard Martinuzzi (star.) (1909–1979)
- Edvard (Edi) Martinuzzi (mlajši) (1932–1969)
- Lovrenc Marušič (o. Romuald) (1676–1748)
- Tamara Matevc (1972–)
- Miha Mazzini (1961–)
- Anton Medved (1869–1910)
- Mitja Mejak (1926–1975)
- Jasna Merc (? –2017)
- Miloš Mikeln (1930–2014)
- Branko Miklavc (1922–2011)
- Fran Milčinski (1867–1932)
- Frane Milčinski - Ježek (1914–1988)
- Juš Milčinski ?
- Žanina Mirčevska (1967–)
- Tjaša Mislej (1985–)
- Iztok Mlakar (1961–)
- Peter Mlakar (1951–)
- Ivan Mrak (1906–1986)
- Mira Mihelič (1912–1985)
- Miha Mlinar (1950–)
- Ivan Molek (1882–1962)
- Vinko Möderndorfer (1958–)
- Katarina Morano
- Jože Moškrič (1902–1943)
- Desa Muck (1955–)
- Kristijan Muck (1941–)
- Rado Murnik (1870–1932)

## N
- Josip Nolli (1841–1902)
- Anton Novačan (1887–1951)
- Boris A. Novak (1953–)
- Jure Novak (1980–)
- Hinko Nučič (1883–1970)

## O
- Teja Oblak (1983–)
- Vasja Ocvirk (1920–1985)
- Zdravko Ocvirk (1908–1957)
- Josip Ogrinec (1844–1879)
- Joško Oven (1890–1947)
- Peter Ovsec (1931–2014)

## P
- Jože Pahor (1888–1964)
- Milan Pajk (1876–1913)
- France Papež (1924–1996)
- Albert Papler (1914–2002)
- Tone Partljič (1940–)
- Saša Pavček (1960–)
- Rudolf Pečjak (1891–1940)
- Maša Pelko (1992–)
- Franc Henrik Penn (1838–1918)
- Tone Peršak (1947–)
- Luiza Pesjak (1828–1898)
- Žarko Petan (1929–2014)
- Davorin Petančič (1910–1983)
- Mihael Petek (1922–2012)
- Ruža Lucija Petelin (1906–1974)
- Alojzij Peterlin (1872–1943)
- Jože Peterlin (1911–1976)
- Valentina Plaskan (1992–)
- Janez Podboj (1848–1910)
- Marko Pokorn (1966–)
- Radko Polič - Rac (1942–)
- Ljudmila Poljanec (1874–1948)
- Denis Poniž (1948–)
- Jernej Potočan
- Dragica Potočnjak (1958–)
- Ivan Potrč (1913–1993)
- Janez Povše (1941–)
- Riko Poženel
- Aleksij Pregarc (1936–)
- Ivan Pregelj (1883–1960)
- Ljuba Prenner (1906–1977)
- Janez Prepeluh (1923–1969)
- Ivo Prijatelj (1954–)
- Franc Puncer (1934–1994)
- Marjan Pungartnik (1948–)
- Frane Puntar (1936–2013)

## R
- Saška Rakef (1980–)
- Ira Ratej (1963–)
- Vili Ravnjak (1960–)
- Alojz Rebula (1924–2018)
- Radivoj Rehar (1894–1969)
- Alojzij Remec (1886–1952)
- France Remec (1846–1917)
- Miha Remec (1928–)
- Vera Remic Jager (1920–1999)
- Peter Rezman (1956–)
- Josip Ribičič (1886–1969)
- Anton Zvonko Robar (1928–)
- Adolf Robida (1885–1928)
- Ivan Robida (1871–1941)
- Jože Rode (1936–2020)
- Fran Rojec (1867–1939)
- Romuald Štandreški (Lovrenc Marušič) (1676–1748)
- Fran Roš (1898–1976)
- Andrej Rozman-Roza (1955–)
- Branko Rozman (1925–2011)
- Ivan Rozman (1873–1960)
- Smiljan Rozman (1927–2007)
- Marjan Rožanc (1930–1990)
- Franček Rudolf (1944–)
- Neva Rudolf (1934–2014)
- Vida Rudolf (1900–1993)
- Dimitrij Rupel (1946–)
- Adrijan Rustja (1933–)

## S
- Tone Seliškar (1900–1969)
- Simona Semenič (1975–)
- Samo Simčič (1946–)
- Zorko Simčič (1921–)
- Milan Skrbinšek (1886–1963)
- Miroslav Slana-Miros (1949–2019)
- Dominik Smole (1929–1992)
- Jože Snoj (1934–)
- Marko Sosič (1958–2021)
- Karel Starc (1920–1944)
- Iza Strehar (1992–)
- Špela Stres
- Gregor Strniša (1930–1987)
- Janez Suhadolc (1942–)
- Leopold Suhodolčan (1928–1980)
- Tomaž Susič
- Ivo Svetina (1948–)

### Š
- Dragan Šanda (1881–1963)
- Rudi Šeligo (1935–2003)
- Martina Šiler (1980–)
- Gustav Šilih (1893–1961)
- Franc Škofič (1848–1892)
- Polona Škrinjar (1946–)
- Makso Šnuderl (1895–1979)
- Branko Šömen (1936–)
- Ivo Šorli (1877–1958)
- Jakob Špicar (1884–1970)
- Bina Štampe Žmavc (1951–)
- Lojze Štandeker (1911–1983)
- Mire Štefanac (1923–2006)
- Jaka Štoka (1867–1922)
- Andrej Šuster-Drabósnjak (1768–1825)
- Marko Švabič (1949–1993)
- Zmago Švajger (1910–1942)

## T
- Boštjan Tadel (1966–)
- Frank S. Tauchar (1886–1945)
- Urška Taufer (1990–)
- Veno Taufer (1933–)
- Josip Tavčar (1920–1989)
- Marjan Telatko (1911–1970)
- Alja Tkačev (1934–1991)
- Gašper Tič (1973–2017)
- Ernest Tiran (1899–1966)
- Slavko Tiran (1915–1995)
- Jože Tomažič (1906–1970)
- Igor Torkar (1913–2004)
- Gregor Tozon (1942–)
- Suzana Tratnik (1963–)
- Vinko Trinkaus (1927–2010)
- Glavko Turk (1938–1993)
- Jovan Anton Turkuš (1849–po 1912?)
- Metod Turnšek (1909–1976)

## U
- Nick Upper (=Niko Goršič) (1943–)
- Bruno Urh (1968–)

## V
- Jože Valentič (1953–2020)
- Dario Varga (1961–)
- Milan Venišnik ?
- Sergej Verč (1947–2015)
- Ivan Vesel – Vesnin (1840–1900)
- Jan Zdeněk Veselý (1850–?)
- Marko Vezovišek (1960–)
- Boštjan Videmšek (1975–)
- Rok Vilčnik ("rokgre") (1968–)
- Miroslav Vilhar (1818–1871)
- Boris Višnovec (1936–)
- Roman Vodeb (1963–)
- Dragotin Vodopivec (1882–1931)
- Goran Vojnović (1980–)
- Joža Vombergar (1902–1980)
- Vinko Vošnjak (1890–1926)
- Ivan Vouk (1886–1951)
- Toni Vovk (1951–2004)
- Ivan Vrhovec (1853–1902)
- Janez Vrhunc (1921–1992)
- Saša Vuga (1930–2016)
- Vlado Vukmirovič

## W
- Ana Wambrechtsamer (1897–1933)
- Kastul Weibl (1741–?)
- Marjan Willenpart
- Borivoj Wudler (1932–1981)

## Z
- Dane Zajc (1929–2005)
- Ivana Zajc ?
- Srečo Zajc (1954–)
- Fran Zakrajšek (1835–1903)
- Kazimir Zakrajšek (1878–1958)
- Fran Zbašnik (1855–1935)
- Jožef Zelenič (1658–?)
- Andreja Zelinka (1961–)
- Vitomil Zupan (1914–1987)
- Lojze Zupanc (1906–1973)
- Mirko Zupančič (1925–2014)
- Matjaž Zupančič (1959–)

### Ž
- Janez Žagar (1903–1972)
- Joka Žigon (1899–1983)
- Fran Žižek (1914–2008)
- Slavoj Žižek (1949–) (Antigona)
- Milojka Žižmond Kofol (1948–)
- Janez Žmavc (1924–2019)
- Oton Župančič (1878–1949)

## Vezi și
- Listă de piese de teatru slovene
- Listă de scriitori sloveni
- Listă de dramaturgi